# Маклејн (Тексас)
Маклејн (енгл. McLean) град је у америчкој савезној држави Тексас. По попису становништва из 2010. у њему је живело 778 становника.

## Демографија
Према попису становништва из 2010. у граду је живело 778 становника, што је 52 (6,3%) становника мање него 2000. године.
| Група             | 2000.       | 2010.       |
| Белци             | 793 (95,5%) | 691 (88,8%) |
| Афроамериканци    | 3 (0,4%)    | 7 (0,9%)    |
| Азијати           | 2 (0,2%)    | 3 (0,4%)    |
| Хиспаноамериканци | 18 (2,2%)   | 63 (8,1%)   |
| Укупно            | 830         | 778         |